# Battletoads in Ragnarok's World
Battletoads in Ragnarok's World es una remake de la versión original del videojuego Battletoads. Fue publicado exclusivamente para Game Boy, en junio de 1993.

## Diferencias con la versión original
Debido a las capacidades limitadas del Game Boy, los gráficos son más simples y no tienen color, es decir, están en blanco y negro. Además, el juego se torna ligeramente más difícil que en su versión original.
Esta versión tiene menos niveles que la versión original, debido a las limitaciones del sistema y de la memoria del cartucho. Solamente trae los niveles más representativos, como la carrera de motos antigravitacionales o la bajada en cuerda.